# Станич, Бранислав
Бранислав Станич (серб. Бранислав Станић / Branislav Stanić; 30 июля 1988, Белград) — сербский футболист, опорный полузащитник.

## Биография
Воспитанник юношеских команд белградского «Партизана». С 2005 года выступал на взрослом уровне за фарм-клуб «Партизана» — «Телеоптик» во втором и первом дивизионах, а в сезоне 2007/08 сыграл свой единственный матч за основной состав «Партизана» в высшем дивизионе Сербии. Был капитаном в юношеских командах «Партизана» и в «Телеоптике», выступал за молодёжную сборную Сербии и Черногории.
Весной 2010 года играл на правах аренды за клуб высшего дивизиона «Хайдук» (Кула), затем на полном контракте выступал за «Смедерево» и «Нови-Пазар», также в высшей лиге.
В начале 2014 года перешёл в киргизский «Дордой» по приглашению сербского тренера Завиши Милосавлевича. В чемпионате Кыргызстана забил 3 гола в 12 матчах, также стал обладателем Суперкубка Кыргызстана, приняв участие в матче против «Алая» (3:0). По итогам сезона «Дордой» стал чемпионом и обладателем Кубка страны, однако Станич покинул команду во время летнего трансферного окна. Осенью 2014 года играл в Суперлиге Словакии за «ВиОн» (Злате-Моравце), но там не сумел стать игроком основного состава, лишь 2 раза появившись на поле в качестве игрока замены.
Осенью 2015 года играл в Суперлиге Сербии за белградский «Рад», затем выступал в первом дивизионе за клубы «Колубара» и «Слобода» (Ужице). Летом 2017 года завершил профессиональную карьеру.
Всего в высшем дивизионе Сербии сыграл 70 матчей и забил один гол.